# James Stirling (ausztrál kormányzó)
Sir James Stirling tengernagy (1791. január 28. – 1865. április 22.) a Brit Királyi Haditengerészet tisztjeként és gyarmati tisztviselőként szolgált. Lelkes és kitartó rábeszéléssel meggyőzte a brit kormányzatot, hogy megalapítsa a Swan menti kolóniát, és ő lett Nyugat-Ausztrália első kormányzója, valamint az új gyarmaton állomásozó brit katonai erők főparancsnoka. 1854-ben a Brit Kelet-indiai és Kínai Haditengerészeti Állomás főparancsnokaként Stirling kezdeményezte, és végül meg is kötötte Nagy-Britannia első angol–japán barátsági szerződését. Pályafutása során Stirling értékes diplomáciai érzékről tett tanúbizonyságot, ezért egy sor érzékeny küldetésre választották ki. Paradox módon ez a képesség a bürokratikus szervekkel való kapcsolataiban alig tükröződött, előmeneteli terveit többször éles elutasítással fogadták.
Stirling 12 évesen került a Királyi Haditengerészethez, kadétként már harcolt a napóleoni háborúkban. Gyorsan haladt előre a ranglétrán, 21 évesen már a 28 löveggel hajózó szlúp, a HMS Brazen parancsnoka, majd az 1812-es brit–amerikai háborúban két nevezetes eseménynek is részese volt. A Brazen vitte a háború végének a hírét Fort Bowyerbe, illetve az ez utóbbi erődöt elfoglaló brit csapatokat részben Stirling hajója szállította haza Angliába. A Nyugat-Indiákra visszatérőben Stirling kétszer is látogatást tett a venezuelai partoknál, felmérte és jelentést küldött a spanyol kormány és a különféle forradalmi csoportok erejéről, szándékairól és képességeiről, majd később szerepet kapott az érintett csoportokkal való brit tárgyalások során is.
A parancsnoksága alatt álló második hajó, a HMS Success ellátmányt és vert pénzt szállított Ausztráliába, jóllehet titkos küldetése az volt, hogy felmérje, más nemzetek mennyire érdeklődnek a térség iránt, és feltárja a brit telepesek előtt álló lehetőségeket. Az út elsősorban a Swanon tett felfedezőútról marad emlékezetes, ami után Stirling végül eredményesen lobbizott a brit kormánynál, hogy Nyugat-Ausztráliában települést hozzanak létre. 1828. december 30-án a jövendő gyarmat alkormányzójának nevezték ki. Formálisan ő alapította meg Perth városát és Fremantle kikötőjét, felügyelte a környező térség fejlesztését, majd 1831. március 4-én az új terület, Nyugat-Ausztrália kormányzójává és katonai főparancsnokává nevezték ki, mely tisztségeket egészen 1838-ig – ekkortól ismét haditengerészeti pályafutásának szentelte figyelmét – betöltötte.
1840 és 1844 között a 80 ágyús HMS Indus parancsnoka volt, a Földközi-tengeren járőrözött, a kapott utasításnak megfelelően a brit jelenlétet kellett hangsúlyossá tennie, illetve a franciákon tartotta a szemét. 1847-ben megkapta a 120 ágyús, elsőosztályú sorhajó, a HMS Howe parancsnokságát; első megbízása az volt, hogy a néhai brit uralkodó, IV. Vilmos özvegyét, Szász-Meiningeni Adelheidet vigye Lisszabonba és Madeirára, majd vissza a Wight-szigeti Osborne Rezidenciára. Ezt követően a Howe-t a Földközi-tenger keleti medencéjébe vezényelték, ahol a Hyde Parker altengernagy vezette, a térségben az ágyúnaszád-diplomácia eszközeivel a törékeny békét fenntartani igyekvő hajórajt kellett megerősítenie.
Stirling ötödik és egyben utolsó hajóparancsnokságára már főparancsnoki rangban, a Brit Kelet-indiai és Kínai Haditengerészeti Állomáson került sor, ellentengernagyi fehér zászlójelzését a HMS Winchesterren vonták fel 1854. május 11-én. Nem sokkal később érkezett a hír, hogy hadat üzentek Oroszországnak. Stirling mindenképpen meg akarta akadályozni, hogy az oroszok hajói japán kikötőkben keressenek menedéket, ezért Nagaszaki kormányzóján keresztül folyó, hosszas tárgyalások után Japánnal barátsági szerződést írtak alá. A szerződést utóbb a brit kormány is szentesítette, Stirlinget azonban a sajtó széles körben kritizálta, mert nem találkozott és ütközött meg az orosz flottával.

## Családi háttér
James Stirling a skóciai Észak-Lanarkshire-ben lévő Drumpellierben élő, nemesi származású Andrew Stirling és másodunokatestvére, Anne Stirling házasságából született nyolc fiú közül a sorban az ötödik, illetve 16 gyermek közül a kilencedik volt.
A Stirling-család tagjait a 18. században gyakran és általában dicsőítve említették a haditengerészeti évkönyvek. James Stirling anyai nagyapja Sir Walter Stirling és nagybátyja Sir Charles Stirling egyaránt tengernagyi rangig vitte. Ezzel a családi háttérrel James számára természetes választás volt a Királyi Haditengerészet. A neves magániskolában, a Westminster Schoolban folytatott tanulmányait több alkalommal megszakították a brit hadihajókon eltöltött kiképzések, majd 1804. január 14-én, mindössze 12 évesen, elsőosztályú önkéntesként csatlakozott a haditengerészethez, és a HMS Camel ellátmányszállító hajóval Nyugat-Indiába indult. Ezzel kezdetét vette egy kivételes pályafutás.

## Korai évek

### A kadét

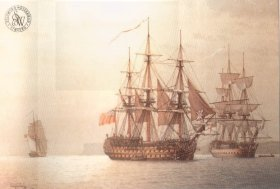
A 98 löveges HMS Glory (középen)

Stirling tengerészkadétként a Camel fedélzetén, majd egy ideig a HMS Hercule fedélzetén szolgált Sir John Duckworth tengernagy – a Jamaica hajóraj főparancsnoka – zászlaja alatt. Kadétvizsgáját 1805. január 20-án teljesítette, röviddel később a HMS Prince George-ra vezényelték, majd június 27-én, nagybátyja, Charles Stirling ellentengernagy kérésére ez utóbbi zászlóshajójára, a 98 löveges HMS Glory-ra került.
A rákövetkező hónapban az ekkor még csupán 14 éves Stirling megvívta első tengeri ütközetét. A Glory ugyanis ahhoz a Robert Calder altengernagy vezette flottához tartozott, ami júliusban, a napóleoni háborúk részeként a Finisterre-foknál megütközött az egyesített francia–spanyol hajóhaddal. A Glory-nak megsérült az előárbóca, a vitorlák "lerongyolódtak". A csatát követően a hajóraj két zsákmányolt spanyol hajóval tért vissza Angliába.
1806 júliusában nagybátyja új hajót kapott, és a parancsnak megfelelően a HMS Sampsonnal kíséretet biztosított Samuel Auchmuty tábornoknak és csapatainak Río de la Platáig, majd ott át kellett vennie egy hajóraj parancsnokságát Sir Home Popham tengernagytól, a HMS Diadem zászlóshajón. James az útra elkísérte nagybátyját, és tanúja volt, ahogy Auchmuty tábornok haderői elfoglalják Montevideót 25 hadihajóval és több mint 10 ezer tonnányi kereskedelmi áruval egyetemben. 1807 augusztusában a Stirlingek átkeltek az Atlanti-óceán déli részén, majd öt hónapig tartózkodtak a Jóreménység fokánál; 1808. február végén aztán a Diadem visszatért Angliába, miután rövid időt még Rio de Janeiróban is eltöltött.
Angliába való megérkezése után Stirling kadétot a HMS Warspite-ra, Henry Blackwood kapitány parancsnoksága alá vezényelték. Ekkor Stirling már a hadnagyi vizsgáira készült, ezért Blackwood megszervezte, hogy rövidebb időszakokat megbízott hadnagyként más, a Csatornán hajózó egységeknél tölthessen. Vizsgáit a részben az Admiralitáshoz tartozó Somerset House-ban 1809. augusztus 1-én kezdte meg, majd augusztus 12-én már mint hadnagy csatlakozott ismét a Warspite legénységéhez.

### Nyugat-Indiák
1810. április 1-én Stirlinget a Warspite-ról áthelyezték a HMS Hiberniára R.D.Drum kapitány parancsnoksága alá, majd novemberben Drummmal együtt – annak áthelyezésekor – a HMS Armide-re került. Egy év múlva, 1811. november 20-án előmenetelében nagy lépést jelentett segédtiszti kinevezése a HMS Arethusán, az ekkor már a Jamaica haditengerészeti állomás altengernagyi és egyben főparancsnoki tisztjét betöltő nagybátyja zászlóshajóján. 1812. március 3-ától a HMS Moselle szlúp megbízott parancsnoka, majd három hónappal később – 21 évesen – Stirling rendes parancsnoki rangra emelkedik. Nem sokkal később megkapja az 1808-ban épített, 28 löveges szlúp, a HMS Brazen parancsnokságát, melyen hat éven keresztül szolgál.

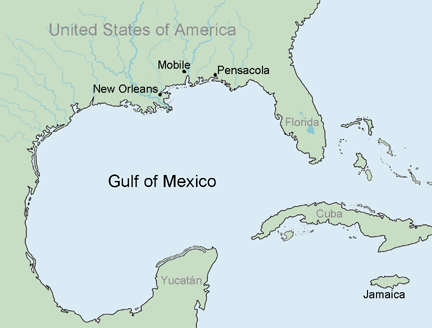
A Brazen harci területe
az 1812-es háborúban

Az Amerikai Egyesült Államok és Nagy-Britannia között folyó 1812-es háborúban a Jamaica haditengerészeti állomáshoz kirendelt hajók azt a feladatot kapták, hogy támadják az USA partvidékét és a Mexikói-öböl kikötőit, illetve semmisítsék meg az ott található hajókat és raktárakat. A Brazen 1812. július 11-én szedte fel a horgonyt, és indult Stirling első bevetésére New Orleans és a Mississippi-delta ellen. A hajó azonban egy hurrikánban súlyosan megsérült, fel kellett adnia a küldetést, és a javításhoz Pensacola spanyol kikötőjébe tért. Ennek ellenére Stirling átvizsgálta és értékes adatokat gyűjtött a Mobile-öbölről, valamint a spanyol kézben lévő floridai partokon, ráadásul egy amerikai hajón is rajtaütött, amit hadizsákmányként november 20-án Jamaicára vitt.
Végül nem tudott azonnal visszatérni a Mexikói-öbölbe, mivel a Brazen parancsot kapott, hogy karbantartásra és felülvizsgálatra térjen vissza Angliába. A sheernessi dokkban töltött négy hónapot követően a hajó egy telepeseket és ellátmányt szállító hajót kísért a Hudson-öbölbe. 1813 decemberében ért vissza a Doveri-szorosba, ahol fontos küldetésre kapott bizalmas utasítást: a braunschweig-lüneburgi herceget, Frigyes Vilmost kellett Hollandiába szállítania. Később, 1814 nagyobb részében a Brazen az Ír-tengeren és a Hebridák közelében járőrözött, illetve francia és amerikai hajókat keresett, majd az év végén Stirlinget visszavezényelték a Nyugat-Indiákra, a Barbados térségéhez tartozó Windward-szigeteki haditengerészeti állomásra, Duckworth tengernagy főparancsnoksága alá.
Ebben az időben két haditengerészeti állomás működött a Nyugat-Indiákon: Barbadoson és Jamaicán; egy ideig a Brazen e kettő között ingázott, üzeneteket vitt a két tengernagy között. Az egyik ilyen út során Stirlinget bemutatták Simón Bolívarnak, aki egy, a dél-amerikai szárazföldön elszenvedett vereség után érkezett Jamaicába. Röviddel ezután azt a parancsot kapta, hogy vigye az 1812-es háborút lezáró genti béke hírét a John Lambert tábornok parancsnokága alatt álló, New Orleans közelében állomásozó brit csapatoknak, és segítse azok visszatérését Angliába. A küldetés során jó szolgálatot tett számára a három évvel korábban, a Mobile-öböl és a floridai partok közelében végzett felderítő tevékenység. A korábban a Fort Bowyert elfoglaló csapatokat sikerült kimenekíteni, majd egy Harry Smith hadnagy parancsnoksága alatt álló csoportot maga a Brazen szállított Angliába, miután a Floridai-öbölben átvészeltek egy súlyos orkánt. Smith-re mély benyomást tett Stirling tengerészeti hozzáértése, és a két katona egy életre barátságot kötött egymással.
1815. november 20-án Franciaország, Nagy-Britannia, Ausztria, Poroszország és Oroszország aláírta a párizsi békét, ami a napóleoni háborúk végét jelentette, és ezzel együtt nem volt már szükség nagy flottákra. Az Admiralitás megkezdte a hajók leszerelését és a tisztek nyugdíjazását. Stirling és a Brazen esetében viszont felfüggesztették a leszerelési parancs végrehajtását, mivel rájuk ismét a Nyugat-Indiákon volt szükség. Spanyolország kezéből kicsúszni látszott Dél-Amerika északi része, egymással versengő csoportok küzdöttek egymással a hatalomért. A Nyugat-Indiák közelében lévő szárazföldi területen Nagy-Britannia a stabil kormányzás kialakításában volt érdekelt, egyúttal pedig óvatosan kellett eljárnia, ha nem akarta az immár szövetséges Spanyolországot megsérteni. A Brazen 1816 júniusában érkezett Barbadosra, majd július 20-án Stirling és a barbadosi kikötőparancsnok azt a parancsot kapták, hogy mérjék fel a helyzetet a venezuelai partoknál, szerezzenek értesüléseket a helyi népesség és a különböző forradalmi frakciók álláspontját illetően.
A jelentéstételt követően Stirling ismét a Karib-tengeren járőrözött, a kalózok és csempészek ellen kellett fellépnie. Szeptember vége felé elfogta a Hercules nevű hajót. Ez a lépés végül nem bizonyult túlságosan szerencsésnek. A Hercules – nem tévesztendő össze a HMS Hercule-lal, amin Stirling 1804-ben szolgált – vagy más néven a Fekete Fregatt korábban az argentin haditengerészet zászlóshajója volt. A Stirlinggel való találkozáskor a hajó a dél-amerikai felkelők megbízásából kalózhajóként tevékenykedett, 22 lövege mellett a spanyol fennhatóság alatt lévő városoktól és hajóktól zsákmányolt, értékes rakományt vitt. Parancsnoka az a William Brown volt, aki korábban az argentin haditengerészetnél tengernagyi rangban szolgált, és a spanyolokkal harcoló forradalmi flotta élén állt. A Hercules feltartóztatása sértette a briteknek a spanyolok és forradalmi erők közötti hintapolitikáját. Barbados kormányzója elrendelte ugyan a hajó elengedését, de amikor az kihajózott Barbadosról, Stirling ismét elfogta, és hadizsákmányként Antiguára vitte. Sokáig húzódó eljárásban a brit Legfőbb Haditengerészeti Bíróság Brown javára döntött, jóllehet az már elvesztette a hajót és annak rakományát. Stirling még sok éven keresztül kapott a kártérítés megfizetésére vonatkozó felszólításokat.

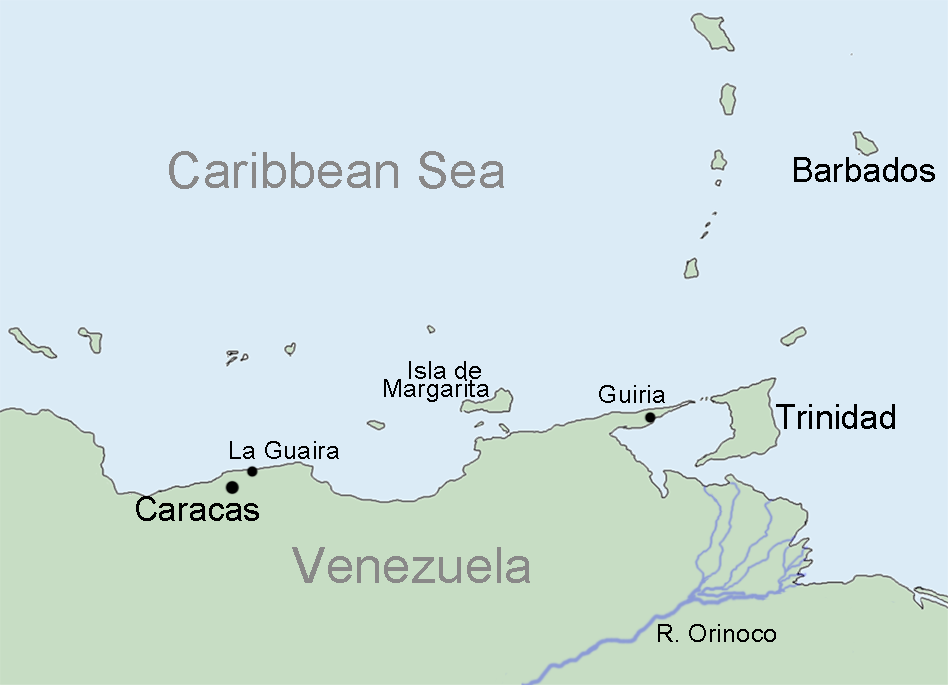
A dél-amerikai Venezuela partjai

 1816 végén Stirling megbízást kapott, hogy folytassa a Venezuelában uralkodó viszonyok részletes feltérképezését. A Paria-félszigeten fekvő Güiriából a nyugati Caracasba és La Guaira kikötőjébe hajózott, majd keletre tartva, a szárazföldön tért vissza, hogy megvizsgálja az ország belső részére jellemző állapotokat. 1817 februárjában nyújtotta be részletes jelentését a főparancsnok John Harvey tengernagynak. Ebben a spanyolokat kárhoztatta azért, hogy nem törődtek a belső területeken folyó dúlással és pusztulással. A felkelő 'patriótákat' eltökéltnek és fegyelmezettnek írta le, miközben a lojalistákat fegyelmezetlennel és lustának láttatta. Ezt követően Stirling egy sor titkos küldetést teljesített Venezuelával összefüggésben. A részletes parancsnok nem ismertek, ugyanis az 1817. január és június közötti időszakot eltávolították a Brazennek az Admiralitás irattárában őrzött hajónaplójából. Májusban a patrióták Végrehajtó Bizottsága alkotmánytervezetet állított össze a Venezuelai Köztársaság alkotmánya címen, amit aztán átadtak Stirlingnek, hogy eljuttassák a brit nyugat-indiai haditengerészeti állomásokra és végső soron Angliába. Később azonban ezt az alkotmánytervezetet Bolívar is elutasította. Egy másik forrás szerint titkos megállapodás jött létre a britek és a köztársaságpártiak között, amit utóbb a Brazen fedélzetén írtak alá; ebben a britek Bolívar támogatását vállalták, aminek fejében kereskedelmi kedvezményeket vártak a jövőbeli köztársaságtól.
1817 második felében Stirling ismét visszatért a karibi őrjáratokhoz, a kapott parancs szerint minden olyan hajót el kellett fognia, ami kalózkodással volt gyanúsítható. Ezt az utasítást Stirling a kiemelt pénzjutalom reményében készséggel teljesítette. 1818 júniusában a Brazen javításra szorult, ezért Stirling hazavitorlátott Angliába, ahol a hajót leszerelték, Stirling pedig azt a szomorú hírt kapta, hogy rendelkezési állományba helyezik. Harvey tengernagy még küldött egy levelet az Admiralitás lordjainak, amiben méltatta 'az intelligens és kiváló tiszt hevületét és készségességét', ami feltételezhetően befolyásolta a Stirling sorhajókapitánnyá való kinevezéséről szóló, 1818. december 7-i döntést.

### Surrey
Noha azt 1817 végén még nem sejthette, Stirling a következő nyolc évben nem teljesített katonai szolgálatot. 1818 és 1822 között édesapja, Andrew, a surrey-megyei Henley Parkban volt bérlő, és Stirling kényszerszabadságát arra használta, hogy meglátogassa szüleit és szétszóródott családjának más tagjait. Több alkalommal Európa kontinentális részén is járt. Az egyik ilyen, franciaországi látogatás alkalmával találkozott és barátságot kötött a szintén a Királyi Haditengerészetnél szolgáló, és ugyancsak rendelkezési állományban lévő James Mangles kapitánnyal. Mangles éppen akkor tért vissza észak-afrikai és kis-ázsiai útjáról, illetve az európaiak közül az elsők között jutott el Petrába. Mangles nagybátyja birtokkal rendelkezett Woodbridge Parkban, alig 20 kilométerre a Stirlingek Henley Parkjától, komoly érdekeltségei voltak a Kelet-Indiákon, 1808-ban ellátta a főszolgabírói (High Sheriff) hivatalt Surrey-ben, továbbá a Brit Kelet-indiai Társaság egyik igazgatója volt.
Mangles kapitány meghívására Stirling ellátogatott Woodbridge-be, ahol aztán először találkozott az akkor 13 éves jövendőbelijével, Ellen Manglesszel. A két család jó kapcsolatokat ápolt egymással, és a szülők örültek, amikor – a kor szokásainak megfelelően – két évvel később Stirling formálisan engedélyt kért Mangles nagybátyjától, hogy megkérhesse lánya kezét. A hozzájárulást Stirling azzal a feltétellel kapta meg, hogy nem tesz házassági ajánlatot, amíg Ellen be nem fejezi iskoláit.
A pár végül 1823. szeptember 3-án, Ellen 16. születésnapján a guilfordi Stoke Church-ben kötött házasságot, majd kilenc hónapos nászútra és európai körútra ment. Hazatérésüket követően, 1824. október 24-én, Woodbridge-ben Ellen életet adott elsőszülött gyermeküknek, Andrewnak.
A következő másfél évben Stirling számos javaslatot terjesztett elő az Admiralitásnál; ilyenek voltak a tengerhajózásban a mágneses elhajlás mértékének meghatározását, valamint a hadihajókon a rakomány elhelyezésének a javítását érintő ötletei. Arra törekedett, hogy nevét az Admiralitásnál az aktív szolgálatba helyezéséről döntő vezetők mindannyian ismerjék. Az európai körút során vagyona megfogyatkozott, édesapja még 1823-ban meghalt, a családi vállalkozás sem ment jól, miközben Stirling a Hercules-üggyel kapcsolatban még mindig kifizetésekkel tartozott a bíróság felé. A rendelkezési állományban lévő többi tiszttel kemény versengés folyt a posztokért, így szerencséje volt, hogy 1826. január 23-án újra szolgálatba helyezték, és megkapta az újonnan épített HMS Success parancsnoki tisztjét.

### Sydney
1826-ban Ausztrália nyugati részét még Új-Hollandiaként ismerték, noha a hollandok láthatóan nem érdeklődtek a terület fejlesztése iránt. A britek számára egy, a kontinens nyugati vagy északi partján kiépítendő kikötő hasznos kereskedelmi állomásként szolgálhatott volna a Jóreménység fokán, Indiában és Szingapúrban lévő brit településekkel folytatott kereskedelemben. A másik oldalról a franciákról köztudott volt, hogy erősen érdeklődnek, és hajóikkal fel is tárják az ausztrál partokat. A briteknek anélkül kellett a térségben kiaknázható lehetőségeket feltárni, illetve a francia befolyás mértékét feltérképezni, hogy abból diplomáciai összeütközés kerekedett volna. Erre a feladatra az ilyen jellegű kutató utakban, diplomáciai kérdésekben és titkos küldetésekben korábban számottevő tapasztalatokat szerző Stirling természetes választásnak tűnt. Új-Dél-Wales szűkölködött a fizetőeszközben, míg a Melville-szigeten élelemben volt hiány, miközben tombolt a skorbut. Egy, e távoli területek megsegítésére, ellátására szerveződött küldetés tökéletes álcának tűnt az információgyűjtő tevékenységekhez.
A Success 1826. július 9-én kelt útnak fedélzetén több láda pénzérmével, valamint egy neves utassal, Sir James Saumarez admirálissal, a napóleoni háborúk egyik hősével. Ellen és az egyéves Andrew otthon maradt Woodbridge-ben. Stirling egyik hadnagya az a William Preston volt, aki hét évvel később Ellen húgát, Hamillát feleségül vette. A Success a Jóreménység fokára szeptember 2-án érkezett, ott kitette utasát, ellátmányt vett fel, és újra vitorlát bontott, hogy november 28-án megérkezzen Sydney partjaihoz.
December 2-án a sydney-i kikötőbe érkezett Jules Dumont d’Urville kapitány a francia L'Astrolabe korvett fedélzetén. A L'Astrolabe felfedezőúton volt, ami lehetőséget nyújtott Stirling számára, hogy felmérje a térség iránti francia érdeklődés mértékét. Stirling és d'Urville több alkalommal együtt vacsorázott, mely során Stirling rájött, hogy a L'Astrolabe részletes tengerészeti térképpel rendelkezik a nyugat-ausztráliai Swan folyóról. Stirling még az angliai útra kelés előtt tanulmányozta az Ausztrália nyugati partvidékéről rendelkezésre álló tengerészeti térképeket, és arra a következtetésre jutott, hogy a Swan feltehetőleg alkalmas kikötő kialakítására és letelepedésre, éppen ezért remélte, hogy első európaiként feltárhatja és -térképezheti a területet. D'Urville azonban jelezte, hogy a franciák megítélése szerint a Swan nem alkalmas kikötő létesítésére, mert megközelítése nehézkes, és területen hiányzik az édesvíz. Ezzel Stirling szabad kezet kapott a térségben.
Az L'Astrolabe-bal azonos napon a Melville-szigetről is érkezett egy hajó azzal a megnyugtató hírrel, hogy időközben sikerült a skorbutot megfékezni, a település kiépítése pedig immár kielégítően halad. Az új-dél-walesi kormányzó, Ralph Darling vezérőrnagy azt tanácsolta Stirlingnek, hogy melville-i látogatását halassza az év későbbi szakaszára. Stirling ezt követően jelentést tett Darlingnak, amiben részletesen érvelt egy, a Swan vidékére tartó expedíció mellett. Darling beleegyezését adta, így 1827. január 17-én a Success kihajózott Sydney-ból, és a Van Diemen-földi Hobart érintésével – itt több láda pénzérmét raktak partra Stirlingék – elindul a Swan felé. A Success fedélzetén utazott a botanikus Charles Frazer, Frederick Clause, sebész, valamint Frederick Garling, tájképfestő is.

### Felfedezőút a Swan folyónál

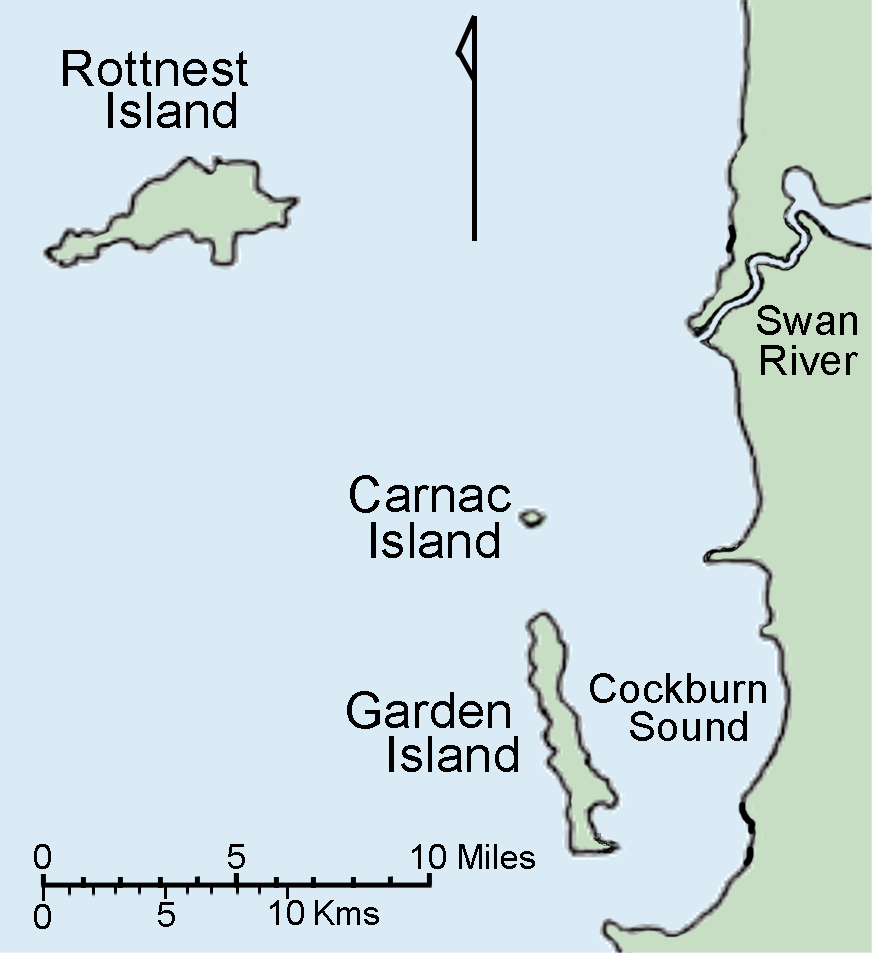
Ausztrália nyugati partja a Swan torkolatánál River

A Success 1827. március 5-én érkezett Ausztrália nyugati partjaihoz, és a Rottnest-sziget északkeleti csücskénél horgonyzott le. Másnap a hajó óvatosan megközelítette a szárazföldet, és végül a Swan torkolatától körülbelül egy mérföldre vetett horgonyt. John Rivett-Carnac hadnagy és a Millroy hajóparancsnok hátramaradt mélységméréseket végezni, illetve csatornákat és a partraszállásra alkalmas helyeket kerestek, míg Stirling, Frazer és Preston hadnagy a parancsnoki csónakkal a folyón előzetes felderítésre indultak. Mintegy nyolc kilométert tettek meg folyásiránnyal szemben, amikor egy kiszélesedő szakaszhoz értek, amit Stirling Melville Waternek keresztelt el. Más jellegzetes tereppontok Stirling bátyja, Walter és Preston hadnagy után kapták nevüket. Másnap újabb mélységmérések következtek, továbbá a franciák által korábban elkeresztelt Isle Berthelot és Isle Bauche új nevet kapott: Carnac-sziget, illetve Garden-sziget lett. Stirling keresztelte el a Cockburn-tengerágat is ott, ahol "e fenséges szoros a sziget és a szárazföld között oly’ szembetűnő a kikötő helyet kereső tengerész számára".
Március 8-án délben a felfedező csapat – Stirling, Frazer, Garling, Clause, Belches hadnagy, Heathcote kadét, a hajóírnok Augustus Gilbert, valamint hét matróz és négy haditengerész – a Successról egy egyárbócos vitorlással és a parancsnoki csónakkal indult el Point Belches felé. Ott a csónakok megfeneklettek, és mivel a csapat nem talált hajózható csatornát, a csónakokat kipakolták, és a sötétség beálltáig átvontatták a sekélyes részen. Eközben Stirling, Frazer és Garling megmászták a nyugati parton emelkedő dombot, amit Stirling a kormányzó felesége, Eliza Darling tiszteletére Mount Elizának nevezett el. A dombon Garling a feltáruló tájról akvarellt festett, ami a Melville Waterrel szembeni torkolati szakaszt ábrázolta. Ez utóbbi folyót Stirling az akkori brit miniszterelnök után Canning folyónak keresztelte el.

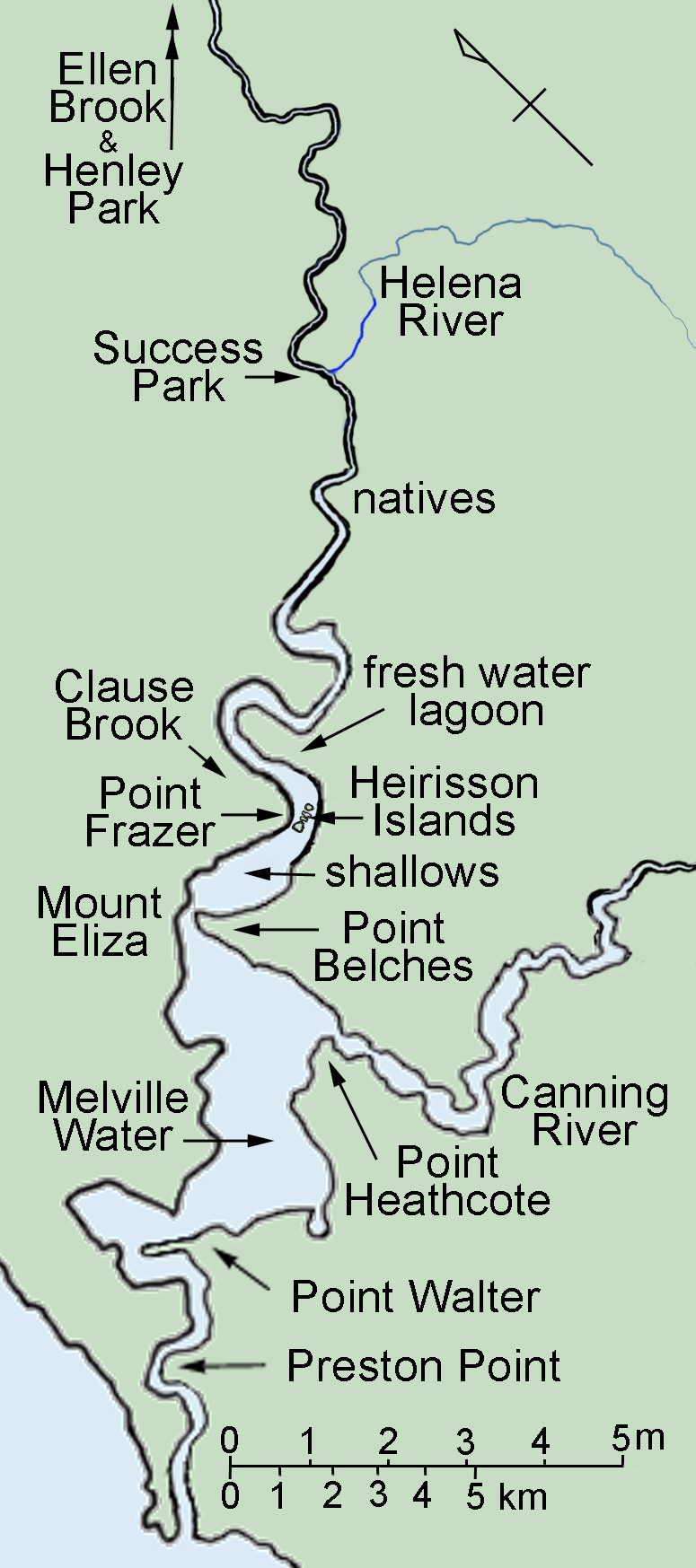
Térkép a Swannak a Stirling által feltárt részéről

 Másnap a lapályos részeken a vontatást már hajnalban megkezdték, és ismét az est leszálltáig folytatták. A szárazföldön haladó Frazer édesvizű patakot fedezett fel, ezért Stirling a szomszédos földterületnek a Point Frazer nevet adta. Frazer emellett egy édesvizű lagúnára is rábukkant, ahol a csapat végül tábort vert. A következő reggelen három felfegyverzett, indulatosan mutogató bennszülött jelent meg; dühösnek tűntek, amiért (Stirling szavaival) 'betörtek' területükre, de végül visszavonultak. A nap során a csónakok elérték a Heirisson-szigeteket, majd a szigetek feletti csatornában már jóval könnyebben, noha a folyó kanyarulatainak köszönhetően továbbra is lassan tudtak haladni. Március 11-én a csónakok egy hosszan elnyúló szűkületen haladtak keresztül, majd még több őslakossal találkoztak, akik a magasabb partról lándzsákkal fenyegették a csónakokat. Amikor végül a vízszinttel azonos magasságban lévő parton ki tudtak kötni, a felfedezők jó szándékot mutattak, ami mérsékelte az őslakosok harciasságát, akik aztán odébb álltak.
Március 12-én a csónakok arra a helyre értek, ahol a később Helena folyónak elnevezett mellékfolyó keletről elérte a Swant. A csapat ezen kívül a Swan nyugati oldalán egy másik édesvizű patakot is talált, amit Successnek kereszteltek el. Ettől a ponttól kezdve azonban a Swan erősen leszűkült, több akadály is gátolta a haladást. A következő napon az egyárbócos léket kapott, javítani kellett, majd a társaság egy apró patakhoz érkezett, amit Stirling ifjú feleségéről Ellen Brooknak nevezett el. A Swanon nem lehetett feljebb hajózni, ezért Stirling és Garling gyalog indult el a keleti dombok felé, ahová már csak naplementekor értek el. A táborba való visszaúton eltévedtek a sötétben, de végül a Frazer által kiküldött keresőcsapat segített nekik visszatalálni. Március 14-én a csapat három csoportra oszlott. Frazer keletnek tartott, Belches és Heathcote észak felé vették az irányt. Stirling és Clause nyugatnak fordult, és felfedeztek egy édesvizű lagúnát, néhány elhagyatott őslakos kunyhót, valamint egy termékeny területet, aminek Stirling annyira megörült, hogy surrey-i otthona után elnevezte Henley Parknak.
A visszaút jóval gyorsabb volt, hiszen a távolságot folyásirányban, immár feltérképezett területeken keresztül kellett megtenni. A Melville Waterhez érkezve Belches azt a megbízást kapta, hogy tárja fel a Canning vidékét. A csapat többi tagja visszatért a Successre, majd a következő négy napot a környező szigeteken tett látogatással, illetve a Cockburn-tengerág felé biztonságosan hajózható csatorna fellelésével töltötték. Március 21-én a Success felszedte a horgonyt, majd három nappal később megérkezett a Geographe-öbölbe, hogy Darling kormányzó utasításainak megfelelően feltárja és jelentést készítsen a térségről. A Success ezt követően elhajózott a King George-tengerághoz, hogy ott felvegye Edmund Lockyer őrnagyot, illetve a helyi településen ellátmányt rakodjon ki, majd visszatért Új-Dél-Walesbe, és Sydney partjainál április 16-án kötött ki.
Darling 1827. április 21-én jelentést tett a brit Gyarmatügyi Minisztériumnak, amihez csatolták Stirling Darling számára írt beszámolóját, valamint Frazer jelentését a földterületek minőségéről. Stirling beszámolója tartalmazta az A műveletek elbeszélése című naplót és a Megfigyelések a területen című részt, mely utóbbiban pedig szerepelt Clause jelentése az éghajlat egészséges voltáról. A későbbi események azonban rámutattak, hogy mindhárom jelentés túlzottan lelkes volt, a csapatnak csak egy vékony földsávot sikerült feltárnia a Swan közelében. Azért egyébként Frazert később keményen bírálták is. Védelmükben elmondható, hogy Clause és Frazer erősen a küldetés iránt nagyfokú lelkesültséget mutató Stirling hatása alá került, és véleményüket feltehetőleg ez befolyásolta. Stirling augusztus 31-én egy második jelentést is írt a Swan folyóról. Ezt az Admiralitásnak címezte; az előzőnél rövidebb volt, és nagyobb hangsúlyt fektetett a hajózási nehézségekre és a terület stratégiai értékére.

### A Melville-sziget és Észak-Ausztrália
Stirlingnek eredeti küldetése szerint utánpótlást kellett vinnie a Melville-szigetre. Ugyanakkor Darling további utasításokat kapott, hogy vizsgálja meg egy új település megalapításának lehetőségét a Melville-szigettől keletre eső partokon. Ennek megfelelően a Success 1827. május 19-én – a Mary Elizabeth brigg társaságában – maga mögött hagyta Sydney-t fedélzetén egy telepescsoporttal. A két hajó később külön utakon járt. A Mary Elizabeth a Melville-szigethez vitorlázott, míg a Success június 15-én a Croker-sziget nyugati oldalán fekvő Palm-öbölben vetett horgonyt. Stirling hamarosan megállapította, hogy a sziget nem alkalmas település alapítására, ezért egy csónakot küldött a szigetről a szárazföldre a Raffles-öböl felfedezésére. Az innen kedvező értelmű jelentést kapó Stirling nem várt tovább, hanem június 18-án maga is partra szállt tisztjeivel, hogy őfelsége, az angol király nevében birtokba vegye a Raffles-öblöt és annak környékét. A telepescsoportot és az utánpótlást partra tették, és Stirling a települést Fort Wellingtonnak nevezte el. Egy hónappal később, abban a hiszemben, hogy minden a legjobb úton halad, Stirling vitorlát bontott a Melville-sziget felé.
A Success a Melville-szigeten lévő Fort Dundashoz július 25-én érkezett, majd négy nappal később továbbhajózott Madrász felé. Végül Pinangba vette az irányt, hogy ott jelentést tegyen William Hall Gage admirálisnak, a Keleti Haditengerészeti Állomás parancsnokának. Stirling mindenképpen haza szeretett volna térni, hogy találkozzon családjával, és előmozdítsa a Swan menti település megalapításának az ügyét. Ezzel szemben Gage arra utasította, hogy a Success-szel maradjon a ceyloni (mai Srí Lanka) Trincomalee kikötőjében, ahová végül 1828. január 4-én érkezett meg. Ott hamarosan leverte lábáról a trópusi klíma, ezért február 21-én a Királyi Haditengerészet három orvosa is tanúsította, hogy betegsége miatt haladéktalanul haza kell térnie Angliába.
Fort Dundas és Fort Wellington települései rövid időn belül nehézségekkel néztek szembe: skorbutjárvány és lázas megbetegedések törtek ki, fogytán volt az ellátmány, miközben megszakadt a telepesek kapcsolata a külvilággal. A melville-szigeti helyőrséget 1828 novemberében feladták, majd 1829 júliusában a Raffles-öbölben lévő település is hasonló sorsra jutott.

## Fordítás
- Ez a szócikk részben vagy egészben  a   James Stirling (Royal Navy officer) című angol Wikipédia-szócikk ezen változatának fordításán alapul.  Az eredeti cikk szerkesztőit annak laptörténete sorolja fel. Ez a jelzés csupán a megfogalmazás eredetét és a szerzői jogokat jelzi, nem szolgál a cikkben szereplő információk forrásmegjelöléseként.